# Sósi-ér
A Sósi-ér Komárom-Esztergom vármegyében ered, 230 méter tengerszint feletti magasságban. A patak a forrásától kezdve délkeleti irányban halad, majd Felcsútnál eléri a Váli-vizet.

## Part menti települések
- Szárliget
- Szár
- Újbarok
- Felcsút
- Alcsútdoboz